# Racing Point
Racing Point F1 Team (повна назва — BWT Racing Point F1 Team) — колишня команда Формули-1 із штаб-квартирою у Сільверстоуні, Велика Британія.
Команда була перейменована в лютому 2019 року з Racing Point Force India F1 Team, яка використовувала назву конструктора Force India у другій половині сезону 2018 року. Racing Point дебютували в гонках на Гран-прі Австралії 2019 року. Пілотами команди в сезоні 2020 були Серхіо Перес і Ленс Стролл. До сезону Формули-1 2021 року команда була перейменовано на Aston Martin.

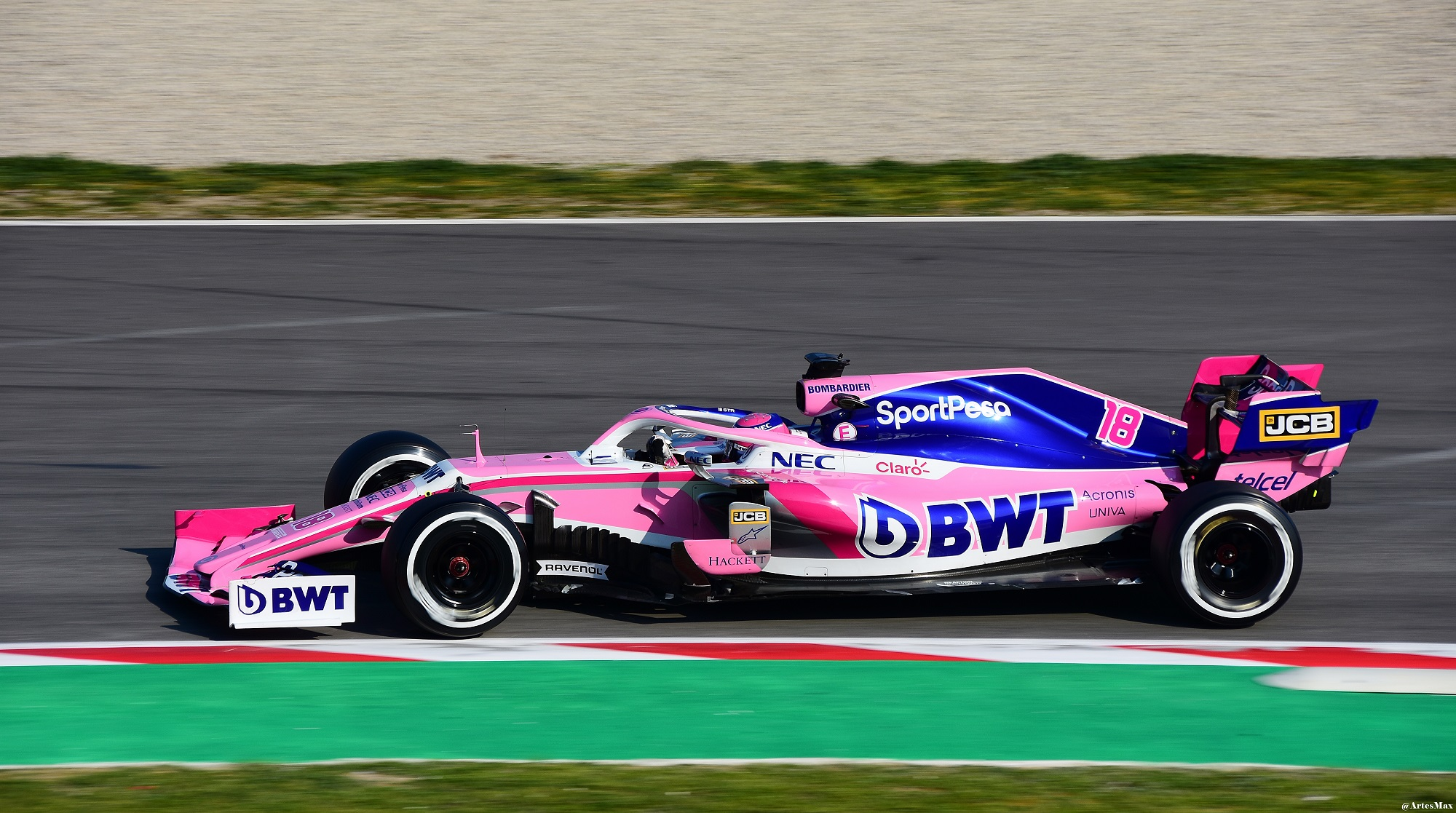
The Racing Point RP19 — болід, який Racing Point використовували під час сезону 2019 року.

## Походження
Витоки команди можна прослідкувати ще з команди Формули-1 Джордан, яка розташовувалася у Сільверстоуні. Джордан змагалася у Формулі-1 з 1991 по 2005 рік, вигравши 4 гонки та здобувши 3 місце у змаганнях за Кубок конструкторів у 1999 році. Однак, як і більшість малих команд у 2000-х роках, Джордан зіткнулася з фінансовими проблемами. Через це власник команди, Едді Джордан, продав її міжнародній холдинговій компанії Midland Group.
Витоки команди можна прослідкувати ще з команди Формули-1 Джордан, яка вперше взяла участь у гонках у 1991 році. Джордан досяг певного успіху наприкінці 1990-х і на початку 2000-х років, особливо в 1999 році, коли команда здобула дві перемоги в гонках і посіла 3 місце в Кубку конструкторів. Після цього відбулось падіння результатів команди, кульмінацією якого продаж команди Midland Group у 2005 році та перейменовання на Midland F1 Racing на сезон 2006 року. Команда залишилася безуспішною, не здобувши жодного очка. Наприкінці сезону Midland F1 була продана нідерландській марці спортивних автомобілів Spyker Cars та перейменована на Spyker F1 на сезон 2007 року. Після ще одного сезону без особливих успіхів, хоча команда набрала своє перше очко за понад два роки на Гран-прі Японії 2007 року, команда була продана індійському бізнесмену Віджаю Малльї.
У сезоні 2008 року команда зі Сільверстоуна була перейменована в Force India, що стало її четвертою назвою за багато років. Force India досягла певного успіху протягом десяти з половиною років у Формулі-1, досягнувши поул-позиції на Гран-прі Бельгії 2009 року, шести подіумів та фінішувавши 4-ми у Кубуку конструкторів у 2016 та 2017 роках. У сезоні 2018 року в команді було введено зовнішнє управління в результаті фінансових і юридичних проблем, з якими зіткнувся власник команди Маллья. Активи Force India придбав консорціум Racing Point UK, очолюваний канадським бізнесменом Лоуренсом Строллом. Однак попередня заявка команди у Формулі-1 не підлягала передачі, що означало офіційне завершення участі з 1991 року. Команда була перейменована на Racing Point Force India на решту сезону 2018 року, а потім стала Racing Point на сезон 2019 року.

## Історія виступів

### Сезон 2019
У листопаді 2018 року в Racing Point підтвердили, що Ленс Стролл і Серхіо Перес будуть пілотами команди в сезоні 2019 року. У сезоні 2019 року команда також отримала назву «SportPesa Racing Point F1 Team» на честь головного спонсора SportPesa — букмекерської компанії з Кенії. У Торонто, Канада, було представлено болід команди на сезон 2019 року Racing Point RP19. Команда набирала очки в кожній з перших чотирьох гонок сезону, включаючи подвійний фініш в  очках на Гран-прі Азербайджану, коли Перес і Стролл фінішували 6-м і 9-м відповідно. Незважаючи на цей ранній успіх, результати Racing Point погіршилися протягом середньої частини сезону, причому 9-е місце Стролла в Канаді було єдиним фінішом команди в очках в наступних шести гонках. Їхній найкращий результат сезону був досягнутий на Гран-прі Німеччини, де Стролл ненадовго лідирував у перегонах завдяки вдалій стратегії використання шин у дощову погоду, а потім фінішував 4-м.
Результати Racing Point покращилася в другій половині сезону після того, як команда значно оновила болід перед Гран-прі Бельгії. У наступних дев’яти гонках Перес набирав очки в усіх гонках, крім однієї, — зійшовши в гонці на Гран-прі Сінгапуру через витік мастила. Завдяки цій серії фінішів в очках Racing Point випередила Alfa Romeo у турнірній таблиці, завершивши сезон на 7 місці з 73 очками.

### Сезон 2020
Під час Гран-прі Бельгії 2019 року було підтверджено, що Стролл був повторно підписаний на 2020 рік, а Перес був підписаний до кінця 2022 року. Загалом Перес мав провести в команді принаймні дев’ять сезонів поспіль з моменту приєднання в 2014 році, хоча й через чотири різні назви команди. SportPesa припинила свою угоду про титульне спонсорство з Racing Point, а австрійська компанія з водних технологій BWT стала новим титульним спонсором команди. Під час передсезонних тестів Racing Point RP20 викликав суперечки через свою схожість із Mercedes AMG F1 W10 EQ Power+, який приніс чемпіонство в сезоні Формули-1 2019 року. Після Гран-прі Штирії було подано офіційний протест проти RP20, особливо навколо гальмівних каналів, які згідно з правилами повинні бути розроблені командою. Офіційні особи конфіскували гальмівні канали як RP20, так і W10, щоб розслідувати протест. За три дні до Гран-прі Великобританії Перес здав позитивний тест на COVID-19. Через це Перес не зміг взяти участь як у Гран-прі Великої Британії, так і в  Гран-прі 70-річчя. Ніко Гюлькенберг був запасним пілотом на обох Гран-прі. У період між Гран-прі Великобританії та Гран-прі 70-річчя, Racing Point було оштрафовано на 400 тис. євро та знято 15 очок в Кубку конструкторів після того, як протест, поданий командою Renault F1, було задоволено.
На Гран-прі Італії Стролл фінішував третім і вперше піднявся на подіум команди. На Гран-прі Айфеля Ленс Стролл не зміг взяти участь у кваліфікації та гонці через позитивний результат тесту на коронавірус. Хюлькенберг буде його заміною в наступних двох сесіях, фінішувавши 8-м після старту 20-м.
На Гран-прі Туреччини Стролл здобув перший в історії поул команди, а його товариш по команді Перес став третім у кваліфікації. У гонці Стролл лідирував на початку гонки, але врешті опустився на дев’яте місце, тоді як Перес посів друге місце, що стало другим подіумом для команди. Перес був близький до третього місця на Гран-прі Бахрейну, але відмова двигуна на 54 колі змусила його зійти з дистанції. На початку гонки болід Стролла перекинуло догори дном через зіткнення з Даніїлом Квятом, що означало, що Бахрейн став першою гонкою, в якій обидві машини не набрали жодного очка в сезоні 2020 року. На Гран-прі Сахіра Перес приніс Racing Point в якості як конструктора і як юридичної особи, а Стролл також фінішував на подіумі, зайнявши 3 місце. Це був перший випадок, коли будь-яке втілення команди виграло гонку після того, як Jordan виграв Гран-прі Бразилії 2003 року. Це була п'ята перемога на Гран-прі для будь-якого складу команди.
Після того як Лоуренс Стролл придбав 16,7% акцій Aston Martin, команда змінила назву на Aston Martin F1 Team.

## Результати в Формулі-1
| Рік      | Шасі | Двигун                | Шини | Пілот            | 1    | 2   | 3   | 4   | 5    | 6   | 7   | 8   | 9    | 10   | 11   | 12   | 13  | 14  | 15   | 16  | 17   | 18  | 19  | 20  | 21   | Очки | Місце |
| -------- | ---- | --------------------- | ---- | ---------------- | ---- | --- | --- | --- | ---- | --- | --- | --- | ---- | ---- | ---- | ---- | --- | --- | ---- | --- | ---- | --- | --- | --- | ---- | ---- | ----- |
| 2019     | RP19 | BWT Mercedes 1.6 V6 t | P    |                  | АВС  | БАХ | КИТ | АЗЕ | ІСП  | МОН | КАН | ФРА | АВТ  | ВЕЛ  | НІМ  | УГО  | БЕЛ | ІТА | СІН  | РОС | ЯПО  | МЕК | США | БРА | АБУ  | 73   | 7     |
| 2019     | RP19 | BWT Mercedes 1.6 V6 t | P    | Серхіо Перес     | 13   | 10  | 8   | 6   | 15   | 12  | 12  | 12  | 11   | 17   | Схід | 11   | 6   | 7   | Схід | 7   | 8    | 7   | 10  | 9   | 7    | 73   | 7     |
| 2019     | RP19 | BWT Mercedes 1.6 V6 t | P    | Ленс Стролл      | 9    | 14  | 12  | 9   | Схід | 16  | 9   | 13  | 14   | 13   | 4    | 17   | 10  | 12  | 13   | 11  | 9    | 12  | 13  | 19† | Схід | 73   | 7     |
| 2020     | RP20 | BWT Mercedes 1.6 V6 t | P    |                  | АВТ  | ШТИ | УГО | ВЕЛ | 70   | ІСП | БЕЛ | ІТА | ТОС  | РОС  | АЙФ  | ПОР  | ЕМІ | ТУР | БАХ  | САХ | АБУ  |     |     |     |      | 195  | 4     |
| 2020     | RP20 | BWT Mercedes 1.6 V6 t | P    | Серхіо Перес     | 6    | 6   | 7   | Т   |      | 5   | 10  | 10  | 5    | 4    | 4    | 7    | 6   | 2   | 18†  | 1   | Схід |     |     |     |      | 195  | 4     |
| 2020     | RP20 | BWT Mercedes 1.6 V6 t | P    | Ленс Стролл      | Схід | 7   | 4   | 9   | 6    | 4   | 9   | 3   | Схід | Схід | Т    | Схід | 13  | 9   | Схід | 3   | 10   |     |     |     |      | 195  | 4     |
| 2020     | RP20 | BWT Mercedes 1.6 V6 t | P    | Ніко Гюлькенберг |      |     |     | НС  | 7    |     |     |     |      |      | 8    |      |     |     |      |     |      |     |     |     |      | 195  | 4     |
| Джерело: |      |                       |      |                  |      |     |     |     |      |     |     |     |      |      |      |      |     |     |      |     |      |     |     |     |      |      |       |

Примітки
- † – Пілоти, що не фінішували на гран-прі, але були класифіковані, оскільки подолали понад 90 % дистанції.

## Виноски
1. 1 2  Racing Point використовувала двигуни Mercedes. Через спонсорство ці двигуни були перейменовані на "BWT Mercedes".
2. ↑  Пілоти Racing Point набрали 210 очок, але в конструктора було вилучено 15 очок після того, як протест Renault був підтриманий щодо легальності їх боліда.[14]